# Made in the USA (film)
Pour les articles homonymes, voir Made in the USA.
Pour plus de détails, voir Fiche technique et Distribution.
Made in the USA est un documentaire franco-belge réalisé par Sólveig Anspach en 2000 et sorti en 2001. 
Le film traite de la peine de mort aux États-Unis.

## Synopsis
Le film raconte l'histoire d'Odell Barnes, exécuté le 1er mars 2000 à Huntsville au Texas, l'enquête qui a conduit à son arrestation, son procès et sa condamnation, ainsi que la contre-enquête menée par les abolitionnistes.

## Fiche technique
- Réalisation : Sólveig Anspach
- Scénario : Sólveig Anspach, Cindy Babski
- Image : Laurent Machuel
- Montage : Anne Riegel
- Durée : 1H45
- Pays :  France -  Belgique
- Format : 35 mm
- Distribution : Diaphana[3]
- Date de sortie : 
  - France : 14 novembre 2001
  - Belgique : 9 janvier 2002

## Distinctions
- Sélectionné pour la quinzaine des réalisateurs à Cannes
- Prix François-Chalais lors du festival de Cannes 2001[4]

## Autour du film
Coréalisé avec Cindy Babski, journaliste américaine, le film de Sólveig Anspach constitue un faisceau d'indices qui contredit les accusations portées sur le condamné à mort Odell Barnes.